# Bajes
Bajes is een ander woord voor gevangenis. Het woord is via het Jiddisch in het Amsterdams terechtgekomen, en vervolgens ook in de gehele Nederlandse taal.
Andere woorden in de Nederlandse taal: bajesboot, bajesklant en bajesmaf.
De Penitentiaire Inrichting Over-Amstel te Amsterdam wordt ook wel Bijlmerbajes genoemd.